# Winnie Nanyondo

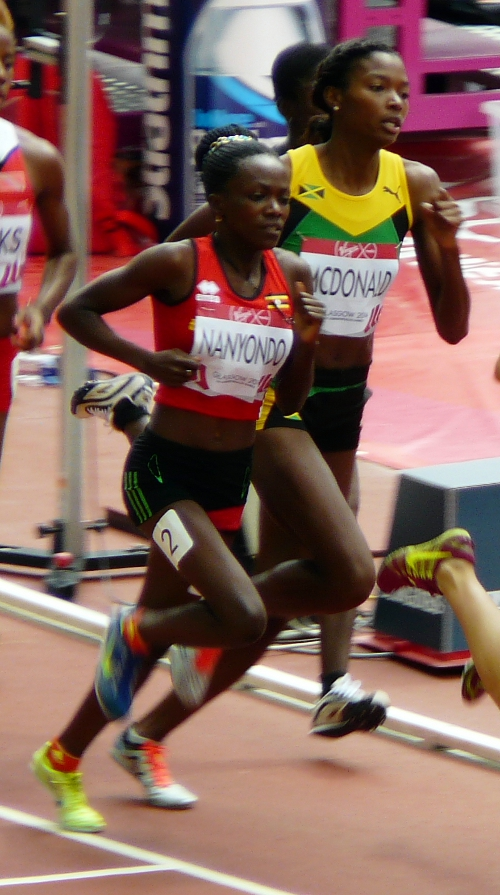
Winnie Nanyondo (trái) thi đấu tại Đại hội Thể thao Khối thịnh vượng chung 2014

Winnie Nanyondo (sinh ngày 23 tháng tám 1993 trong Mulago)  là một vận động viên chạy cự ly trung bình Uganda. Cô đã đại diện cho quê hương của mình trong một số sự kiện quốc tế quan trọng, bao gồm Thế vận hội Mùa hè 2016, Giải vô địch xuyên quốc gia Đại học Thế giới 2014, Đại hội Thể thao Khối thịnh vượng chung 2014, Đại học Mùa hè 2013 và Giải vô địch Trẻ Thế giới 2012.

## 2012
Tại Giải vô địch thế giới thiếu niên 2012, cô đã lọt vào trận chung kết ở cự ly 800 mét sau khi thi đấu tốt nhất cá nhân với tỷ lệ 2: 02,38 trong trận bán kết. Trận chung kết đã giành chiến thắng bởi American Ajee 'Wilson với tỷ lệ cá nhân cao nhất là 2: 00.91, với Nanyondo kết thúc trận đấu đáng thất vọng cuối cùng trong 2: 07,23.

## 2013
Một năm sau tại Đại học Mùa hè 2013 ở cự ly 800 mét, thời gian kết thúc 2: 02,96 của cô trong trận bán kết không đủ nhanh để tiến vào trận chung kết. Cô cũng không hoàn thành 4: 28,77 thời gian trong trận bán kết 1500 mét đủ điều kiện cho cô vào chung kết.

## 2014
Vào năm 2014, Uganda đã tổ chức Giải vô địch quốc gia xuyên quốc gia của Đại học. Nanyondo đã giành chiến thắng 30 giây để dẫn dắt đội chủ nhà càn quét 1-2-3 và vô địch đội.
Cuối năm đó, cô đã cải thiện các màn trình diễn của mình, dành thời gian 800 mét dưới 2: 00.00 với màn trình diễn giành chiến thắng 1: 59,27 trong cuộc gặp gỡ Golden Spike Ostrava.
Hơn một tháng sau tại cuộc họp Herculis ở Monaco, cô một lần nữa cải thiện khả năng cá nhân tốt nhất của mình trong 800 mét thành 1: 58,63, xếp thứ ba sau người hoàn thành vị trí thứ hai và vô địch thế giới năm 2013, Eunice Sum (1: 57,92) và người chiến thắng Ajee 'Wilson (1: 57,67).
Tại Đại hội Thể thao Khối thịnh vượng chung 2014 ở Glasgow, Scotland, Nanyondo đã giành huy chương đồng khi về thứ ba trong trận chung kết 800 mét với thời gian 2: 01,38, chỉ sau Sum of Kenya và Lynsey Sharp của Scotland.

## 2015-2016
Trong năm 2015 và 2016, cô đã chạy đua chậm hơn so với cá nhân giỏi nhất của mình trong 800 mét, không chạy nhanh hơn 2 phút bằng phẳng. Cô đã chạy thời gian tốt nhất của mình là 2: 01.97 tại một cuộc đua ở Kortrijk, Bỉ vào ngày 11 tháng 7 năm 2015, về thứ ba. Tại Thế vận hội Olympic 2016 ở Rio de Janeiro, cô đã không vượt qua vòng đầu tiên của nội dung 800 mét, kết thúc thứ sáu ở nhiệt độ # 5 trong thời gian 2: 02.77.
Tuy nhiên, cô đã cải thiện khả năng cá nhân tốt nhất ở 1500 mét tại Kawasaki, Nhật Bản vào ngày 10 tháng 5 năm 2015, hoàn thành cuộc đua trong 4: 17.13.

## Giáo dục
Cô là một sinh viên nghệ thuật và thiết kế công nghiệp tại Đại học Kampala.

## Giải đấu quốc tế
| Năm                 | Giải đấu            | Địa điểm            | Thứ hạng            | Nội dung            | Chú thích           |
| Representing Uganda | Representing Uganda | Representing Uganda | Representing Uganda | Representing Uganda | Representing Uganda |
| ------------------- | ------------------- | ------------------- | ------------------- | ------------------- | ------------------- |
| 2014                | Commonwealth Games  | Glasgow, Scotland   | 3rd                 | 800m                | 2:01.38             |